# Eugen Bleuler
Paul Eugen Bleuler (Zollikon, 30 de abril de 1857 – Zollikon, 15 de julho de 1939) foi um psiquiatra suíço notável pelas suas contribuições para o entendimento da esquizofrenia, esquizoidia e autismo.

## Biografia

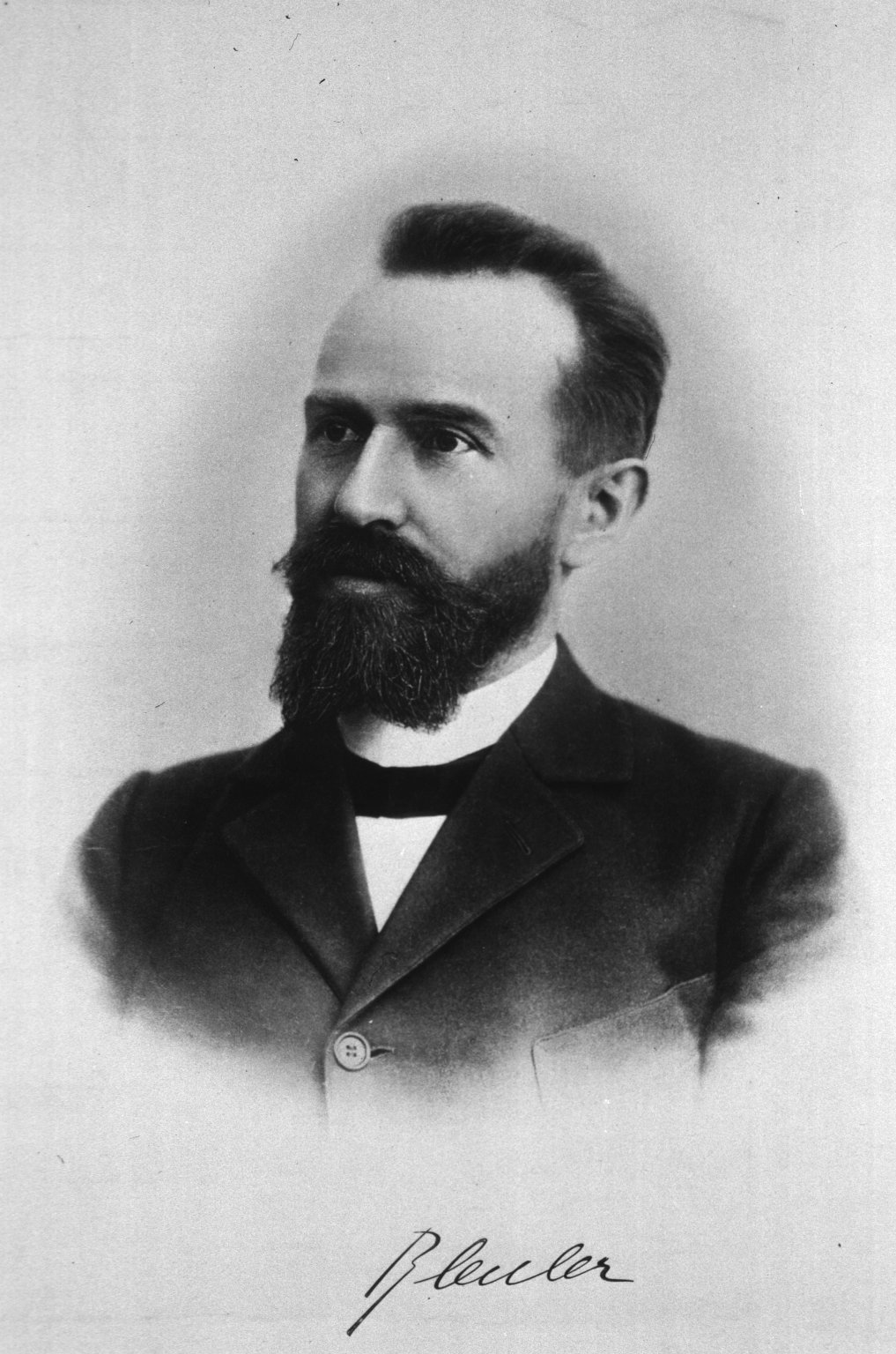
Eugen Breuler em 1900.

Bleuler nasceu em Zollikon, uma pequena cidade perto de Zurique, na Suíça. Estudou medicina em Zurique e mais tarde em Paris, Londres e Munique. Retornou a Zurique para assumir um cargo no Burghölzli, um hospital universitário.
Em 1886 foi nomeado diretor da clínica psiquiátrica de Rheinau, um hospital localizado em um monastério numa ilha do Reno. Rheinau era famosa pelo seu atraso e Bleuler melhorou condições para os pacientes que viviam ali. Retornou para Burghölzli em 1898 para ser diretor e empregou Carl Jung como interno.

## Contribuições
Bleuler é conhecido por nomear a esquizofrenia, doença que era anteriormente conhecida como dementia praecox. Bleuler entendeu que a condição não era uma demência ou exclusiva de indivíduos jovens (praecox significa precoce). Assim, ele nomeou a doença com um termo menos estigmatizante, mas ainda controverso das raízes gregas schizo (dividida) e phrene (mente).
Como Kraepelin, ele argumentou que as esquizofrenias, eram doenças físicas caracterizadas por fase de exacerbações e remissões. Para Breuler ninguém jamais foi completamente curado da esquizofrenia, sempre causa defeitos cognitivos, afetivos e ambivalência duradouros que se manifestavam em seu comportamento.
Segundo o Critical Dictionary of Psychoanalysis de Charles Rycroft, foi Bleuler quem introduziu o termo "ambivalência" em 1911. O Oxford English Dictionary refere que Bleuler também criou o termo autismo em uma edição de 1912 do American Journal of Insanity.

## Obras notáveis
- Die schizophrenen Geistesstörungen im Lichte langjähriger Kranken- und Familiengeschichten. Thieme, 1908; NA: Thiem, Stuttgart 1972, 673 p. ISBN 3-13-470701-2.
- Dementia praecox oder Gruppe der Schizophrenien, Deuticke, Leipzig / Viena 1911; Nova edição com prefácio de Bernhard Küchenhoff, Psychosozialverlag, Gießen 2014, ISBN 978-3-89806-616-7.
- Lehrbuch der Psychiatrie. Springer, Berlim 1916; 13ª ed. Springer, Berlim 1975, ISBN 978-3-540-07217-1.
- Beiträge zur Schizophrenielehre der Zürcher Psychiatrischen Universitätsklinik Burghölzli (1902-1971): einleitende Übersicht und gekürzter Nachdruck von Veröffentlichungen. Ed. Manfred Bleuler. Publicó Wissenschaftliche Buchgesellschaft, 1979, 358 p. ISBN 3534067614, ISBN 9783534067619
- Naturgeschichte der Seele und ihres Bewußtwerdens. Eine Elementarpsychologie. Springer, Berlim 1921; Neudruck: Verlag Classic Ed. 2010, ISBN 978-3-86932-030-4.
- Das autistisch-undisziplinierte Denken in der Medizin und seine Überwindung 1919; 5. Neudruck: Springer, Berlim 1985, ISBN 978-3-540-03468-1. Com Manfred Bleuler. Ed. ilustrada de Springer-Verlag, 2013, 169 p. ISBN 3662265176, ISBN 9783662265178